# Edewecht
Edewecht (Plattysk: Erwech, historisk: Adewacht) er en kommune i Landkreis Ammerland i den tyske delstat Niedersachsen, med 22.400 indbyggere (2018-12-31). 

## Geografi
Edewecht er den sydligste kommune i  Ammerland. Landskabet er tidligere højmose, og en del områder af landskabstypen Gest. Kommunen består af 15 byer, blandt andre Nord Edewecht, Süd Edewecht og fehnkolonien Friedrichsfehn. 
Edewecht grænser til  kommunerne Apen, Westerstede og Bad Zwischenahn i Ammerland, byen Oldenburg, kommunen Wardenburg i Landkreis Oldenburg samt kommunerne Bösel, Friesoythe og Barssel i Landkreis Cloppenburg. 

## Historie
Edewecht nævnes sførste gang år 1150. Imiddelalderen var Edewecht en af de største byer i Ammerland. Omkring år 1450 brød pesten ud og formindskede befolkningen 

## Erhvervsliv
I kommunen er der levnedsmiddelindustri, blandt andet mejerier og charcuterier. Her produceres f.eks. ammerlandsk skinke. 
Mellem 1912 og 1991 havde kommunen en jernbane, den smalsporede jernbane mellem Bad Zwischenahn og Edewechterdamm. Også  Küstenkanal går delvis gennem Edewecht. 

## Eksterne kilder og henvisninger
- Wikimedia Commons har flere filer relateret til Edewecht
- Kommunens websted Arkiveret 13. februar 2013 hos  Wayback Machine

## Literatur
- Friedrich Winkler: Chronik der Gemeinde Edewecht, Edewecht 1974, Nachdruck von 1985.